# Quebrada de Lules
Quebrada de Lules är en ravin i Argentina.   Den ligger i provinsen Tucumán, i den norra delen av landet, 1 100 km nordväst om huvudstaden Buenos Aires.
I omgivningarna runt Quebrada de Lules växer i huvudsak städsegrön lövskog. Runt Quebrada de Lules är det ganska tätbefolkat, med 124 invånare per kvadratkilometer.